# Хетум II
Хетум II (јерм. Հեթում Բ; 1266 — Аназарб, 17. новембар 1307) је био краљ јерменске Киликије у три наврата (1289—1293), (1295—1297) и (1299—1301) из династије Хетумида.
Био је најстарији син Лава II, кога је и наследио на престолу 1289. године, и његове супруге Керан. У то време, јерменско краљевство у Киликији било је вазал Илканата, монголског каната с центром у Персији, стално угрожено од стране муслимана с југа у виду Мамелучког султаната. Хетумова прва владавина обележена је дипломатским напорима на западу, у Европи, у циљу покретања новог крсташког рата. У то време последња крсташка упоришта на обали Леванта падала су једна за другим у руке муслимана, прво грофовија Триполи, затим и Акра, остали градови на обали предали су се без борбе. Султан Ел Ашраф Халил потом упада у Киликију опљачкавши Ромглу и Хетум бива приморан да му преда градове: Мараш, Бесни и Тил Хамдун.
Пошто је обезбедио краљевини какав такав мир, 1293. године Хетум се повукао у фрањевачки манастир у Мопсуестији, предавши власт свом брату Торосу, али наставивши да се активно бави политиком, у главном преговарајући са Мамелуцима. Међутим, Торос је већ 1295. год. позвао Хетума да се врати на власт да би преговарао с новим илканом Газаном и утврдио статус краљевине у односу на Илканат. По повратку са мисије у Табризу, краљ је, заједно са Торосом, отпутовао у Константинопољ, не би ли добио савезника у Византији, где је његова сестра Рита однедавно била удата за цара-савладара Михаила IX Палеолога. Од ослабљеног Византијског царства није могло бити стварне помоћи, једино су се могле добити речи срдачности.
У међувремену, у Киликији је као Хетумов регент владао трећи брат, Смбат. Године 1297. кад су се браћа враћала из Византије, он их је заробио у Цезареји, а потом затворио у тврђаву Парцерперт. Ту је Торос 1298. године био погубљен, а Хетум делимично ослепљен. Међутим, убрзо је наступила борба за власт између Смбата и четвртог брата Константина. Смбат је 1299. године свргнут и заточен, а Константин је ослободио Хетума, коме је, пошто се опоравио од слепила, убрзо и вратио власт. Константин је убрзо потом, заједно са Смбатом, организовао заверу, али је она откривена и обојица су били затворени до краја живота.
Убрзо потом је уследио нови велики поход Монгола на Левант. Трупе монголске Персије, већином састављене од коњице, у јесен 1299. године су под командом Кутлушаха упале у Сирију и освојиле Алеп. Пратећи Кутлушахову војску и лично предводивши један њен део, Хетум је у октобру са 10.000 Монгола упао у Јерусалим. У граду је владао велики страх, неколико хришћана сакрило се у пећинама, избезумљено од страха. Илкан Газан, незаинтересован нарочито за град, препустио га је Хетуму, који је спасао хришћане, одржао светковине у Светом гробу и наредио да се поправе јерменски саборни храм Светог Јакова и гроб Девице Марије. Међутим, краљ се није дуго задржао, после само две недеље отишао је да се придружи свом монголском сизерену код Дамаска.
Дана 22. децембра, Монголи су се у бици код Вади ел Касандера сударили са војском египатског султана, а потом је гонили до Газе. Почетком јануара 1300. године освојили су Дамаск, али су се у фебруару повукли, вероватно због недостатка хране за коње. Хетум је узео важног учешћа у овим сукобима, вративши све територије које је раније био приморан да преда Мамелуцима. После ових догађаја, последња преостала крсташка творевина, краљевина Кипар, покушала је да координише заједнички напад на Левант с Монголима. Главна спона између Кипра и Илканата била је управо Киликија.
Верујући да је осигурао краљевину, Хетум је 1301. године поново абдицирао и отишао у манастир, предавши власт Торосовом сину Лаву. Али, пошто је још увек био малолетан, Хетум је наставио да влада као његов регент. Већ на почетку регентства, Киликија се суочила са проблемима. Наиме, 1302. године, пало је и последње крсташко утврђење на левантској обали, Руад, а Мамелуци су упали у краљевину и опустошили је. У пролеће 1303. године, почела је нова офанзива Илканата на Левант. Предвођена Кутлушахом, војска сачињена од монголске коњице и пешадије и јерменских стрелаца предвођених Хетумом, поново је упала у Сирију и продрла до Дамаска, освајајући Алеп и Хомс. Дана 20. априла у равници Марџ ел Сафар, 40km јужно од Дамаска, дошло је до крваве битке између монголских и мамелучких снага. Битка је трајала три дана и завршила се потпуним уништењем монголске војске, коју су Мемелуци потом гонили до Каријатана код Хомса.
Мамелуци су потом 1304. године упадали у Киликију, не би ли је казнили за помоћ Монголима у претходном рату. Са своје стране Хетум је настојао да одржи добре односе са Илканатом, који је био једина нада за опстанак овог краљевства, иако је и сам постао муслимански за владе Газана. Такође, није се ни одустало од очајничких тражења помоћи од папе и западноевропских земаља, макар и по цену црквене уније, иако је сама помисао на то будила велики револт код племства и локалног становништва, које је припадало јерменској апостолској цркви.
Заповедник монголског гарнизона у Киликији, Биларгу, побожни муслиман, пожелео је да направи џамију у Сису. На овакву вест, Хетум је послао жалбу новом илкану Олџеитуу. Чувши за ово, Биларгу је позвао на састанак краља и регента. На састанак, који се десио 17. новембра 1307. године у Аназарбу, дошло је и око 40 јерменских племића, и сви су били убијени по Биларгуовом налогу. Биларгу је недуго затим погубљен по Олџеитуовом наређењу. Нови краљ Киликије је постао Хетумов најмлађи брат Ошин.

## Галерија
- Краљ Лав II, краљица Керан и њихових петоро деце. Јерменски рукопис из 1272. год. који је Керан наручила за свог супруга. Хетум је један од приказаних синова, вероватно други с лева.[б]
- Битка код Вади ел Касандера, Цвет историја земаља Истока (фр. La Flor des estoires de la terre d'Orient) Хетума из Корикоса са почетка XIV века, која приказује монголске и јерменске стрелце који јуре за мамелучком коњицом.
- Илкан Газан позива Хетума да пође са Кутлушахом у напад на Дамаск 1303. године. Слика из Путовања Марка Пола (фр. Le Livre des Merveilles), око 1411. год.
- Хетум II (лево) се растаје од Газана и његових Монгола, 1303. год. Илустрација из књиге Цвет историја земаља Истока, дела Хетума из Корикоса са почетка XIV века.
- Новчићи ковани за време Хетума II. На аверсу се налази лик краља, а на реверсу крст.

## Породично стабло
|  |                                         |  |  |  |  |  |  |  |  |  |  |  |  |  |  |  |
|  | 16. Васаг од Барбарона                  |  |  |  |  |  |  |  |  |  |  |  |  |  |  |  |
|  |                                         |  |  |  |  |  |  |  |  |  |  |  |  |  |  |  |
|  |                                         |  |  |  |  |  |  |  |  |  |  |  |  |  |  |  |
|  | 8. Константин од Барбарона              |  |  |  |  |  |  |  |  |  |  |  |  |  |  |  |
|  |                                         |  |  |  |  |  |  |  |  |  |  |  |  |  |  |  |
|  |                                         |  |  |  |  |  |  |  |  |  |  |  |  |  |  |  |
|  | 4. Хетум I, краљ јерменске Киликије     |  |  |  |  |  |  |  |  |  |  |  |  |  |  |  |
|  |                                         |  |  |  |  |  |  |  |  |  |  |  |  |  |  |  |
|  |                                         |  |  |  |  |  |  |  |  |  |  |  |  |  |  |  |
|  | 9. Алиса Пахлавуни                      |  |  |  |  |  |  |  |  |  |  |  |  |  |  |  |
|  |                                         |  |  |  |  |  |  |  |  |  |  |  |  |  |  |  |
|  |                                         |  |  |  |  |  |  |  |  |  |  |  |  |  |  |  |
|  | 2. Лав II, краљ јерменске Киликије      |  |  |  |  |  |  |  |  |  |  |  |  |  |  |  |
|  |                                         |  |  |  |  |  |  |  |  |  |  |  |  |  |  |  |
|  |                                         |  |  |  |  |  |  |  |  |  |  |  |  |  |  |  |
|  | 20. Стефан, господар јерменске Киликије |  |  |  |  |  |  |  |  |  |  |  |  |  |  |  |
|  |                                         |  |  |  |  |  |  |  |  |  |  |  |  |  |  |  |
|  |                                         |  |  |  |  |  |  |  |  |  |  |  |  |  |  |  |
|  | 10. Лав I, краљ јерменске Киликије      |  |  |  |  |  |  |  |  |  |  |  |  |  |  |  |
|  |                                         |  |  |  |  |  |  |  |  |  |  |  |  |  |  |  |
|  |                                         |  |  |  |  |  |  |  |  |  |  |  |  |  |  |  |
|  | 21. Рита                                |  |  |  |  |  |  |  |  |  |  |  |  |  |  |  |
|  |                                         |  |  |  |  |  |  |  |  |  |  |  |  |  |  |  |
|  |                                         |  |  |  |  |  |  |  |  |  |  |  |  |  |  |  |
|  | 5. Изабела, краљица јерменске Киликије  |  |  |  |  |  |  |  |  |  |  |  |  |  |  |  |
|  |                                         |  |  |  |  |  |  |  |  |  |  |  |  |  |  |  |
|  |                                         |  |  |  |  |  |  |  |  |  |  |  |  |  |  |  |
|  | 22. Амалрик II, краљ Јерусалима         |  |  |  |  |  |  |  |  |  |  |  |  |  |  |  |
|  |                                         |  |  |  |  |  |  |  |  |  |  |  |  |  |  |  |
|  |                                         |  |  |  |  |  |  |  |  |  |  |  |  |  |  |  |
|  | 11. Сибила Лизињан                      |  |  |  |  |  |  |  |  |  |  |  |  |  |  |  |
|  |                                         |  |  |  |  |  |  |  |  |  |  |  |  |  |  |  |
|  |                                         |  |  |  |  |  |  |  |  |  |  |  |  |  |  |  |
|  | 23. Изабела I, краљица Јерусалима       |  |  |  |  |  |  |  |  |  |  |  |  |  |  |  |
|  |                                         |  |  |  |  |  |  |  |  |  |  |  |  |  |  |  |
|  |                                         |  |  |  |  |  |  |  |  |  |  |  |  |  |  |  |
|  | 1. Хетум II                             |  |  |  |  |  |  |  |  |  |  |  |  |  |  |  |
|  |                                         |  |  |  |  |  |  |  |  |  |  |  |  |  |  |  |
|  |                                         |  |  |  |  |  |  |  |  |  |  |  |  |  |  |  |
|  | 6. Хетум од Лампрона                    |  |  |  |  |  |  |  |  |  |  |  |  |  |  |  |
|  |                                         |  |  |  |  |  |  |  |  |  |  |  |  |  |  |  |
|  |                                         |  |  |  |  |  |  |  |  |  |  |  |  |  |  |  |
|  | 3. Керан                                |  |  |  |  |  |  |  |  |  |  |  |  |  |  |  |
|  |                                         |  |  |  |  |  |  |  |  |  |  |  |  |  |  |  |
|  |                                         |  |  |  |  |  |  |  |  |  |  |  |  |  |  |  |